# Radioåret 1931

## Händelser

### Januari
- 22 januari – I Tyskland öppnas "Haus des Rundfunks" i Berliner Masurenallee. Här visas Funk-Stunde Berlin, Reichs-Rundfunk-Gesellschaft mbH, och Deutsche Welle GmbH och Rundfunk-Museum.[1] (52°30′29″N 13°16′37″Ö / 52.508036°N 13.276847°Ö)

### Februari
- 12 februari – Med ett tal av påve Pius XI på 9-årsdagen av hans kröning börjar Vatikanradion sända  [2].

### April
- 15 april - Tidningen Populär radio konstaterar att "Det har denna vinter klagats mer än vanligt över programmets torftighet" och efterlyser att inspelade reportage ("ljudfilmsutsändning") borde komplettera direktsändningarna. Detta förekommer i England och Tyskland, men tidningen menar att det är radiodirektör Julius Rabe som bromsar utvecklingen i Sverige.

### September
- På radioutställningen i London visas en mottagare med upplyst skala med stationsnamn.[3] Följande höst har svenska dagstidningar många annonser om mottagare med detta moderna utseende.[4]

### November
- November - I Kanada startar det som senare kommer att bli NHL-ishockeysändningarna Hockey Night in Canada i radio.[5]

### December
- 15 december - Tidningen Populär radio meddelar att Radiotjänst och skivfabrikanterna enats om att skära ner grammofonmusiken till 6 timmar i veckan. "Grammofonbolagen har fått för sig, att rundradion stjäl deras kunder, och Radiotjänst har snällt jamat med." Tidningen menar att grammofonmusik i radion snarare fungerar som reklam för skivbolagen.

### Okänt datum
- SR och SÖ delar på huvudmannaskapet för skolradiosändningarna i Sverige [6].
- Sveriges Radio börjar använda bärbara inspelningsutrustning [7].

## Radioprogram

### September
- September - Sveriges Radio utökar antalet TT-nyhetssändningar per dag från en till två.

## Födda
- 23 juni - Mona Krantz, programledare vid Sveriges Radio, främst från olika musikprogram.
- 10 juli - Thord Carlsson, producent och programledare för Sveriges bilradio, Svar idag, Ring så spelar vi och andra program.
- 12 augusti - Kalle Sändare (Carl-Axel Thernberg), känd för sina busringningar i radio.
- 24 augusti - Jörgen Cederberg, radioproducent vid Sveriges Radio, som bland annat startade Sommar.
- 9 oktober - Peter-Paul Heinemann, känd som "radiodoktorn".

### Fotnoter
1. ↑  berlin.de: Lexikon: Charlottenburg-Wilmersdorf von A bis Z, läst 30 november 2009
2. ↑  Eine päpstliche Botschaft des Friedens und der Gerechtigkeit. Die erste Rundfunkansprache des heiligen Vaters, Reichspost, 13 februari 1931, läst 5 mars 2010
3. ↑  "Londonutställningwn en jättesuccès", Dagens Nyheter, 24 september 1931.
4. ↑  Sökning: stationsnamn, 1932, digitaliserade dagstidningar, Kungliga biblioteket.
5. ↑  "Saturday Night Hockey / Hockey Night in Canada" Arkiverad 8 oktober 2007 hämtat från the Wayback Machine., Sports on Radio & Television, Canadian Communications Foundation, läst 1 maj 2014
6. ↑  20:e århundrades När Var Hur - Etermedier, Bernt Himmelstedt, Forum, 1999
7. ↑  ”Radio- och ljudhistoria”. Sveriges Radio. Arkiverad från originalet den 4 februari 2011. https://web.archive.org/web/20110204095442/http://sverigesradio.se/sida/artikel.aspx?programid=2365&artikel=698051. Läst 4 mars 2011.